# Fritz Muliar
Fritz Muliar, pseudonimo di Friedrich Ludwig Stand (Vienna, 12 dicembre 1919 – Vienna, 4 maggio 2009), è stato un attore, regista e attivista austriaco.

## Biografia

### Origini
Nacque a Neubau, un quartiere di Vienna, figlio di Mischa Muliar, un gioielliere ebreo di origine russa e di Leopolidine Stand, una segretaria di banca di idee socialdemocratiche. I nonni di Muliar erano cattolici osservanti e d'ispirazione nazionalista, mentre la madre era politicamente di sinistra e il suocero era ebreo. Questo segnerà la mente del giovane Friedrich, che diventerà un uomo di grande cultura cosmopolita, molto legato ad ambienti socialisti.

### Carriera
Iniziò la carriera a 16 anni dopo gli studi, entrando nel Teatro di Vienna. Fu dapprima cabarettista e conduttore radiofonico poi, durante il nazismo, si diede all'attivismo politico clandestino, ma fu costretto a rifugiarsi negli Stati Uniti per le sue idee socialiste e contrarie al regime di Hitler. Dopo la Guerra rientrò in patria e fu protagonista di oltre 100 film, ma il successo più grande giunse in tutto il mondo con Il commissario Rex, grazie al ruolo di Max Koch, personaggio chiave, amico e confidente di Moser (Tobias Moretti).

### Vita privata
Nel 1955 Muliar sposò in seconde nozze Franziska Kalmar, prima presentatrice televisiva austriaca, dalla quale ebbe due figli: Alexander (nato nel 1957) e Martin (nato nel 1959). Da un precedente matrimonio aveva avuto un altro figlio, Hans, morto nel 1990.
Era iscritto al Partito Socialdemocratico d'Austria e partecipava alle attività del partito.

## Caratteristiche
Attore versatile, era noto per la sua capacità particolare di rappresentare personaggi che parlano il ceco e lo yiddish. Disse di sé: «Sono ancora un interprete dell'uomo piccolo, un banchiere ebraico, lo recito, ma un Otello non devo farlo a tutti i costi. Il Lear, solo in una versione musicale.»

## Filmografia parziale

### Cinema
- Il congresso si diverte (Der Kongreß tanzt) di Franz Antel (1955)
- Il bravo soldato Schwejk (Der brave Soldat Schwejk), regia di Axel von Anbesser (1960)
- Professione bigamo (Warum hab’ ich bloß 2× ja gesagt?, regia di Franz Antel (1969)

### Televisione
- Arsenio Lupin (Arsène Lupin) – serie TV, episodio 2x09 (1974)
- Il commissario Rex (Kommissar Rex) – serie TV, 45 episodi (1994-1998) - Max Koch